# Frăsinet (okręg Kluż)
Frăsinet – wieś w Rumunii, w okręgu Kluż, w gminie Băișoara. W 2011 roku liczyła 53 mieszkańców.